# Roberto Figueroa
Roberto Figueroa (né le 20 mars 1904 à Montevideo en Uruguay et mort le 24 janvier 1989 dans la même ville) est un footballeur uruguayen.

## Biographie
Il joue en club dans l'équipe du championnat uruguayen des Montevideo Wanderers FC.
Avec l'effectif de l'équipe d'Uruguay, il participe à la Copa América 1927 et remporte la médaille d'or aux Jeux olympiques 1928 à Amsterdam.